# Колмов
Колмов (укр. Колмів) — село в Берестечковской городской общине Луцкого района Волынской области Украины.
До 2020 года входило в Гороховский район.
Код КОАТУУ — 0720883203. Население по переписи 2001 года составляет 263 человека. Почтовый индекс — 45760. Телефонный код — 3379. Занимает площадь 0,648 км².